# Le Songe de saint Joseph
Le Songe de saint Joseph, parfois appelé L'Ange apparaissant à saint Joseph, est un tableau de Georges de La Tour (1593-1652), peint entre 1640 et 1645. Il se trouve actuellement au musée d'Arts de Nantes.

## Sujet
Le titre n'étant pas indiqué, le sujet du tableau a d'abord fait l'objet de nombreuses hypothèses après la redécouverte de Georges de La Tour au début du XXe siècle. En particulier, en raison du réalisme qu'affecte le peintre, l'œuvre est d'abord considérée comme une scène de genre avant que la figure de gauche, pourtant dépourvue d'ailes, soit interprétée comme un ange. C'est son geste, son illumination, et la richesse des perles de jais sur sa ceinture qui en font une créature céleste.
D'abord considéré comme Samuel apparaissant à Élie ou L'Ange venant dicter l’Évangile à saint Matthieu, un consensus s'est mis progressivement en place pour saint Joseph, du fait de l'attrait du peintre pour cette figure, très en vogue au XVIIe siècle, sous l'impulsion de sainte Thérèse d'Avila.

## Description
La scène est réduite aux deux personnages : l'ange à gauche, saint Joseph à droite, endormi devant un livre ouvert. Ils se trouvent dans un lieu vide, plongé dans la pénombre, éclairé par la flamme d'une bougie au centre du tableau. Ce jeu de clair-obscur met en valeur le visage de l'ange, éclairé puissamment. L'ange effectue un geste gracieux et mystérieux, qui rappelle celui d'une Annonciation, sans doute parce qu'il va annoncer à Joseph la conception virginale de Jésus et ainsi éviter la répudiation de Marie. D'autres interprétations supposent la recommandation de fuir en Égypte avant le massacre des Innocents ou au contraire le retour en Israël après la mort d'Hérode.

## Style
Le dépouillement et la sobriété de la scène, accompagnée de sa palette restreinte, donnent toute sa sacralité à l'œuvre, dont le style se rapproche de Saint Joseph charpentier par son opposition entre l'humain et marqué Joseph face à l'éternellement jeune être divin.
Le traitement quasiment impressionniste de la matière et la virtuosité du traitement rapprochent cette peinture de celles de Velázquez ou de Vermeer.

## Histoire
Le culte de Saint Joseph est remis à la mode à l'époque de de La Tour, à la suite du Concile de Trente qui en fait la figure idéale de l'artisan honnête et du bon père de famille.
Le tableau entre dans les collections du musée d'Arts de Nantes en 1810, lors de l'achat de la collection Cacault.
Grâce à la présence d'une signature sur le tableau, Le Songe de saint Joseph est, avec Le Nouveau-né, le point de départ de la redécouverte de Georges de la Tour au cours du XIXe siècle.